# Marit Rullmann
Marit Rullmann (* 1953 in Gelsenkirchen) ist eine deutsche Sachbuchautorin und Schriftstellerin.

## Leben
Marit Rullmann studierte nach einer Buchhandelslehre und mehrjähriger Tätigkeit in Bibliotheken auf dem zweiten Bildungsweg Philosophie und Germanistik an der Ruhr-Universität Bochum. Mit ihrem 1993 und 1995 erschienenen zweibändigen Werk Philosophinnen verfasste sie einen populären Bestseller der feministischen Philosophiegeschichtsschreibung.
Darin versucht sie, Philosophinnen den ihnen gebührenden Platz in dieser Geistesdisziplin einzuräumen. Im Jahr 2000 veröffentlichte Rullmann (gemeinsam mit ihrem Ehemann Werner Schlegel) mit Frauen denken anders – Philosophias 1x1 ein weiteres Buch, in dem die unterschiedlichen Denkweisen und -ansätze von Frauen und Männern in der Philosophiegeschichte anhand klassischer philosophischer Begriffe (z. B. Glück, Gerechtigkeit, Freiheit, Tod) dargestellt werden.
Sie hielt zahlreiche Vorträge im In- und deutschsprachigen Ausland zum Thema. Mit Annegret Stopczyk konzipierte sie 2001 die Wanderausstellung Philosophinnen, Liebhaberinnen der Weisheit, die bis 2013 durch über 30 Städte in Deutschland, Österreich und der Schweiz tourte.

## Werke
- Denken, um zu leben. Philosophinnen, vorgestellt von Marit Rullmann und Werner Schlegel. Wiesbaden, Marix Verlag 2018, ISBN 978-3-7374-1087-8
- Welt Weise Frauen – Philosophinnen von der Antike bis zur Neuzeit in Wort und Bild porträtiert (Hg. mit Irene Trawöger), Christel Göttert Verlag, Rüsselsheim 2016, ISBN 978-3-939623-64-9.
- Frauen denken anders (Vortrag auf 2 CDs), Auditorium Netzwerk, Müllheim/Baden 2008
- Was Philosophinnen über die Göttin denken  (mit Heide Göttner-Abendroth u. Annegret Stopczyk), Rüsselsheim 2007, ISBN 978-3-939623-00-7
- Sophias Weisheiten, Christel Göttert Verlag, Rüsselsheim 2004, ISBN 3-922499-74-0.
- Philosophinnen, Suhrkamp, Frankfurt/M. 1998

1. Von der Antike bis zur Aufklärung, ISBN 3-518-39377-4.
2. Von der Romantik bis zur Moderne, ISBN 3-518-39378-2.

- Frauen denken anders – Philo-Sophias 1 × 1 (mit Werner Schlegel), Suhrkamp, Frankfurt/M. 2000, ISBN 3-518-39654-4.

### Anthologien
- Philosophinnen in Schulbüchern – oder warum wir eine Quote für die Philosophiedidaktik benötigen. In: Hagengruber, Ruth/Johannes Rohbeck (Hg.) Philosophinnen im Philosophieunterricht – ein Handbuch. Dresden 2015.
- „Philosophie“. In: Florence Hervé/Renate Wurms (Hg.): Das Weiberlexikon. Von Abenteurerin bis Zyklus. Köln 2006.
- „Der Aphorismus – ein männlicher Zweig der Literatur?“ In: Petra Kamburg/Jürgen Wilbert (Hg.): Gedankenpflug. Aphorismen und Illustrationen. Essen 2005.
- „Frauen denken anders – Wider den hierarchischen Dualismus in der abendländischen Philosophie“. In: Tarab Tulku XI/Lene Handberg (Hg.): Einheit in der Vielfalt. Moderne Wissenschaft und östliche Weisheit im Dialog. Berlin 2005.
- „Hannah Arendt (1906–1975) – Denkerin ohne Geländer.“ In: Dokumentation 2. Offene Universität, Gelsenkirchen 2005, S. 18–21.
- „Frauen denken anders – Männer auch! Philosophische Perspektiven des Gender Mainstreaming“. In: Dokumentation 1. Offene Universität, Gelsenkirchen 2004, S. 30–41.
- „Romantisches Philosophieren – Das Andere der Vernunft.“ In: Anne Jüssen (Hg.): Die Töchter der Loreley. Romantik, Revolution und Feynsinn am Rhein. Frankfurt/M. 2004.
- „Philosophinnen – eine etwas andere Einführung in die hohe Schule des Geistes.“ In: Sofies Welt. Ein interreligiöser Dialog über Geschichte, Philosophie und Wirklichkeit. Loccumer Protokolle 19/1998.

### Texte im Internet
- "Wie wollen wir in Zukunft arbeiten und leben? Flexibel globalisiert oder nachhaltig für alle? Die Zukunft von Arbeit und Ökonomie".
- http://www.bzw-weiterdenken.de/
- Frauen Macht (Kommunal)Politik. Geschlecht und Demokratie. Rüsselsheim 2009.
- Rosa Mayreder (1858–1938). Sozialphilosophin – Feministin – Malerin – Schriftstellerin – Friedensaktivistin. Rüsselsheim 2009.
- Agnes Heller (1929). Philosophin und Zeitzeugin. Rüsselsheim 2009.
- „Ein Meilenstein der Geschlechterforschung“. Forschungsergebnisse der Entwicklungspsychologin und Journalistin Susan Pinker. Rüsselsheim 2009.
- Über die Beziehung zum Anderen. (Luce Irigaray). Rüsselsheim 2010.
- Auf der Suche nach einer bescheideneren Philosophie. (Eva Feder Kittay). Rüsselsheim 2012.
- Philosophinnen in Schulbüchern – Mangelware. Rüsselsheim 2013.

## Sekundärliteratur (aktuelle Auswahl)
- Die Alltags-Philosophin. Marit Rullmann glaubt: Frauen denken anders. WAZ vom 29. Juni 2009.
- Interview RUB-Alumni. Bochum 2009